# Ronnie Burrage
Ronnie Burrage (* 19. Oktober 1959 in St. Louis/Missouri) ist ein US-amerikanischer Jazzschlagzeuger.

## Leben
Burrage, Sohn einer Pianistin, studierte an der North Texas State University. Er war Schlagzeuger in verschiedenen Funk-Bands und begleitete als Mitglied des St. Louis Metropolitan Jazz Quintet Musiker wie Arthur Blythe, Jackie McLean, Andrew Hill und McCoy Tyner bei ihren Auftritten in St. Louis. Mit McCoy Tyner ging er zwischen 1980 und 1983 auf internationale Tournee. Anschließend tourte er mit Sonny Rollins und Pat Metheny durch Nordamerika. 1984 spielte er mit Jaco Pastorius.
Mitte der 1980er Jahre war Burrage Mitglied von Woody Shaws Quintett. 1986 gründete er mit John Purcell und Anthony Cox die Gruppe Third Kind of Blue. Daneben nahm er ein Album mit Barbara Dennerlein auf und arbeitete mit Michal Urbaniak, mit Ray Anderson und mit Abdullah Ibrahim. Seit den 1990er Jahren leitet er die Band Burrage, mit der er Tourneen durch die USA, Europa und Japan unternahm. Er arbeitete weiterhin mit Musikern wie Joanne Brackeen, Jack Walrath, Sonny Fortune, Courtney Pine, Joe Zawinul, Archie Shepp, Monty Waters und Gary Thomas, aber auch mit The Firm von Reggie Workman und Ernie Watts. Im Bereich des Jazz war er laut Tom Lord zwischen 1972+9 und 2016 an 99 Aufnahmesessions beteiligt, zuletzt mit seinem Projekt Ronnie Burrage and Holographic Principle.

## Diskographie
- Ronnie Burrage Shuttle mit Hamiet Bluiett, Cyrus Chestnut, Joe Ford, Doc Gibbs, Frank Lacy, Charnett Moffett, 1993
- Just Natural mit Terence Conley, Eric Person, 2000
- In It, 2004
- Ronnie Burrage / Michael Gregory Jackson / Jair-Rôhm Parker Wells: FlowSonic, 2023